# Mandarin Oriental Santiago
Le Mandarin Oriental Santiago est un gratte-ciel situé à Santiago, au Chili. Il a été construit en 1992 et comprend 24 étages. 
Appelé originellement 'Hyatt Regency Santiago', il a été renommé 'Grand Hyatt Santiago' lors de sa rénovation en 2005.
C'est actuellement un hôtel de la chaîne de luxe Mandarin Oriental.
Il a hébergé de nombreuses personnalités.
L'immeuble a été conçu par l'agence Alemparte Barreda y Arqts. Asociados.